# Vĩnh Giác Nguyên Hiền
Vĩnh Giác Nguyên Hiền (zh. 永覺元賢, ja. Yōkaku Genken, 1578-1657) là Thiền sư Trung Quốc cuối đời Minh và đầu đời Thanh, thuộc Tông Tào Động đời thứ 27. Sư là pháp tử của Thiền sư Vô Minh Huệ Kinh và có pháp tử là Thiền sư Vi Lâm Đạo Bái, Duy Tĩnh Đạo An.
Sư là tổ sáng lập của hệ phái Cổ Sơn là một nhánh của Thọ Xương pháp phái, Tào Động tông. Đến nay, dòng Thiền này vẫn còn tồn tại tại Trung Quốc, Đài Loan và Thái Lan.

## Tiểu sử
Sư họ Thái, quê ở Kiến Dương, tỉnh Phúc Kiến, Trung Quốc. Lúc nhỏ, sư theo học các kinh sách Nho Giáo và rất tinh thông, đến năm 20 tuổi được bổ nhiệm chức Thái Học sinh.
Năm 25 tuổi, sư nghe một vị tăng tụng Kinh Pháp Hoa đến câu "Khi ấy, Ta hiện thân thanh tịnh sáng suốt..." và cảm ngộ và nói rằng: "Ngoài cái học của Chu, Khổng, quả thật còn có một việc lớn khác!". Từ đó sư để tâm nơi Phật pháp và thông suốt rất nhiều kinh điển.
Sư từng đến yết kiến và tham Thiền dưới sự chỉ dạy của Thiền sư Vô Minh Huệ Kinh trong nhiều năm và đến năm 40 tuổi mới được thầy cho phép cạo tóc xuất gia. Một hôm, sư đọc kinh Pháp Hoa và tỏ ngộ, liền đến gặp Thiền sư Huệ Kinh khi ấy đang từ ngoài ruộng trở về chùa. Sư hỏi: "Bạch hoà thượng! Thế nào là thân thanh tịnh quang minh?". Huệ Kinh không đáp, chỉ giũ tay áo đứng im. Sư lại hỏi: "Bạch hoà thượng! Chỉ có vậy thôi, có còn gì nữa không?". Huệ Kinh lại bước đi. Ngay lúc đó, sư chợt đại ngộ và theo Huệ Kinh vào phương trượng để trình sở ngộ nhưng bị Huệ Kinh đánh cho 3 gậy và nói: "Từ nay về sau, ông không được cẩu thả như thế nữa!". Và Huệ Kinh khai thị cho sư câu kệ: "Cho dù cưỡi được lưng sư tử. Ba hèo ra mắt tự đổ nhào."
Nghe câu kệ này, sư càng thêm thắc mắc hơn. Sau khi Huệ Kinh thị tịch, sư đến y chỉ tu hành và thọ giới cụ túc với pháp huynh là Thiền sư Vô Dị Nguyên Lai (Bác Sơn). Không lâu sau, sư từ giã trở về Phúc Kiến. Tháng 9, năm thứ 3 (1623) niên hiệu Thiên Khải đời nhà Minh, lúc đó sư đã 46 tuổi, khi nghe một vị tăng tụng Kinh Pháp Hoa đến câu: "Chư Phật đều tằng hắng và khảy móng tay" và được đại triệt đại ngộ, phá vỡ tất cả nghi ngờ bấy lâu. Và làm bài kệ tỏ ngộ:
Gà vàng mổ nát lưu ly biếc
Hoàn toàn ngơi nghỉ chỉ tự hay
Nằm yên trên thuyền, trời đã sáng
Trước non mưa tạnh, tiếng chim kêu.
Sau đó, sư về ở am Kim Tiên, đọc Đại tạng kinh ba năm rồi ẩn tu ở Hà Sơn. Năm 1633, sư đến yết kiến Thiền sư Vân Cốc Quảng Ấn và học giới pháp của Thiền sư Vân Thê Châu Hoằng. Từ đó sư chủ trương Thiền-Luật song hành.
Vào năm thứ 7 (1634) niên hiệu Sùng Trinh, sư đến trụ trì tại núi Cổ Sơn, lúc đó sư đã gần 50 tuổi. Sư từng trụ trì và khai đường thuyết pháp tại nhiều ngôi đạo tràng như Khai Nguyên tự, Chân Tịch tự, Bảo Thiện tự... và xiển dương tông Tào Động rất mạnh.
Sư có công trong việc phục hồi Tông Tào Động dưới thời Minh - Thanh với việc biên soạn những tác phẩm trình bày về đường lối tu tập Thiền tông và yếu chỉ của Tông Tào Động như bộ Động Thượng Cổ Triệt và được lưu hành rất rộng rãi. Ngoài ra, sư cũng quan tâm đến việc truyền bá và phổ cập Phật Pháp đến các tầng lớp bình dân, dạy họ niệm Phật, phóng sinh, giữ giới.
Sư là khai tổ của hệ phái Cổ Sơn (zh.  鼓山系) thuộc Thọ Xương pháp phái, Tào Động tông. Hệ phái này lấy Dũng Tuyền Thiền Tự trên núi Cổ sơn làm tổ đình chính. Chủ trương của phái này là kết hợp đường lối tu tập của Thiền tông, Tịnh Độ tông và Luật Tông như Thiền thoại đầu, niệm Phật, trì giới và dung hợp các triết lý của Phật giáo và Nho Giáo. Đồng thời hết sức dung hòa đối với sự đấu đá giữa Lâm Tế tông và Tào Động tông và học theo tinh thần tu trì và lao động của Thiền sư Bách Trượng. Phái này vẫn được truyền nối mãi cho đến những năm cuối nhà Thanh và bị tàn lụi, tuy nhiên vẫn được duy trì. Thiền sư Hư Vân - ngôi sao sáng của Thiền tông Trung Quốc cũng thuộc truyền thừa của hệ phái này.
Bài kệ truyền pháp của hệ phái Cổ Sơn:
Hán văn
今日禪宗振
宏開洞上傳
正中妙挾旨
虛融照獨圓
Phiên âm
Kim nhật thiền tông chấn
Hoằng khai đỗng thượng truyền
Chánh trung diệu hiệp chỉ
Hư dung chiếu độc viên.
Đến ngày mồng 7 tháng 10 năm thứ 14, niên hiệu Thuận Trị (1657) đời Thanh, sư an nhiên tọa Thiền thị tịch, môn đệ trà tỳ xây tháp thờ tại núi Cổ Sơn.

## Pháp ngữ
Sư dạy: "Đạo vốn màu nhiệm, nhưng màu nhiệm không phải đạo, nếu có sự màu nhiệm có thể nói ra thì cũng chỉ là cái bóng pháp trần. Đạo vốn rất thường, nhưng bình thường không phải đạo, nếu sự bình thường mà thấy được thì đó cũng chỉ là cái bóng pháp trần. Đạo vốn vô tâm, nhưng vô tâm không phải là đạo, bởi nếu vô tâm mà chứng được thì cũng chỉ là cái bóng pháp trần mà thôi".

## Tác phẩm
- Động Thượng Cổ Triệt (zh. 洞上古轍).
- Bổ Đăng Lục (zh. 補燈錄).
- Kế Đăng Lục (zh. 繼燈錄).
- Tứ Hội Toàn Lục (zh. 四會全錄).
- Tịnh Từ Yếu Ngữ (zh. 淨慈要語).
- Kiến Châu Hoằng Thích Lục (zh. 建州弘釋錄).
- Chư Tổ Đạo Ảnh Tán (zh. 諸祖道影贊).
- Kim Cang Kinh Lược Sớ (zh. 金剛經略疏).
- Bát Nhã Tâm Kinh Chỉ Chưởng (zh. 般若心經指掌).
- Vĩnh Giác Hòa Thượng Quảng Lục (zh. 永覺和尚廣錄) do pháp tử là Vi Lâm Đạo Bái biên soạn.[1]